# Rīkhān-e Yek
Rīkhān-e Yek (persiska: ریخان یک) är en ort i Iran.   Den ligger i provinsen Lorestan, i den västra delen av landet, 400 km sydväst om huvudstaden Teheran. Rīkhān-e Yek ligger 1 551 meter över havet och antalet invånare är 152.
Terrängen runt Rīkhān-e Yek är kuperad. Runt Rīkhān-e Yek är det ganska glesbefolkat, med 28 invånare per kvadratkilometer. Närmaste större samhälle är Cheshmeh Sorkheh, 18,1 km nordost om Rīkhān-e Yek. Omgivningarna runt Rīkhān-e Yek är i huvudsak ett öppet busklandskap.